# Arthur Richards
Arthur Richards, né le 19 juin 1890 à Pointe-à-Pitre, mort à Bordeaux le 2 décembre 1972, est résistant et homme politique gaulliste bordelais et guadeloupéen.
Il a été conseiller municipal gaulliste de Bordeaux de 1947 à 1959 (RPF puis RS puis UNR), conseiller général du canton de Bordeaux-1 de 1951 à 1964 et député de Gironde de 1958 à 1967.

## Biographie
Fils d'un couple de commerçants guadeloupéens, Arthur Richards s'engage à vingt ans dans l'armée. Affecté au 57e régiment d'infanterie, stationné à Libourne, il découvre la Gironde qui sera son département d'adoption.
Sa carrière militaire, qui se déroule notamment pendant la Première Guerre mondiale, et essentiellement outre-mer, lui vaut plusieurs décorations, notamment la croix de guerre, la croix de guerre des TOE, ainsi que la légion d'honneur. Il peut aussi reprendre ses études, interrompues après le certificat d'études, et passer, pendant la guerre, son baccalauréat.
Rendu à la vie civile en 1925, il est chef comptable dans l'entreprise Citroën. En 1938, il obtient un poste de chef du personnel dans l'entreprise Dassault, et finit sa carrière sur le même type de poste, dans une entreprise bordelaise fabriquant des savons.
Pendant la Seconde Guerre mondiale, il prend la direction d'un réseau de résistance (« réseau Richards ») et, officier des forces françaises de l'intérieur, participe à la libération du Médoc.
Il entre alors en politique. Il adhère d'abord au Mouvement républicain populaire (MRP) puis, dès sa création en 1947, au Rassemblement du peuple français (RPF).
Élu conseiller municipal de Bordeaux, sur la liste menée par Jacques Chaban-Delmas, en 1947, il conserve son mandat jusqu'en 1959. Quatre ans plus tard, il est élu conseiller général de la Gironde, dans le canton de Bordeaux-1, et réélu en 1958.
En 1956, il est candidat aux législatives sur la liste des Républicains sociaux, mais n'est pas élu.
Deux ans plus tard, il est investi par l'Union pour la nouvelle République (UNR) dans la première circonscription de Gironde (Bordeaux Nord). Il est élu député au second tour, dans une quadrangulaire qui l'oppose au sortant Paul Estèbe (Victor Réoyo, ex-poujadiste, ayant été éliminé au premier tour), ainsi qu'aux candidats socialistes et communiste.
L'année suivante, il quitte le conseil municipal de Bordeaux et se présente dans la commune de Pian-Médoc, où il est élu.
En 1962, il est réélu au second tour, avec 52,3 % des voix contre Estèbe et le candidat socialiste.
Pendant ces deux législatures, son activité parlementaire est quasi nulle. Exemple typique des députés « godillots », il se contente d'un soutien indéfectible à la politique gouvernementale, et n'intervient qu'une seule fois en tribune en neuf ans de mandat.
Battu aux cantonales de 1964, il est écarté par Chaban de l'investiture gaulliste lors des législatives de 1967. Se présentant « sans étiquette », il est nettement battu par le candidat officiel de l'UNR, Jean Valleix, qui est élu.
Après cette date Arthur Richards se retire de la vie politique.

## Distinctions
- Officier de la Légion d'honneur (24 février 1972)[3]
- Croix de guerre 1914-1918
- Croix de guerre des Théâtres d'opérations extérieurs
- Médaille commémorative de Syrie-Cilicie